# Psychodancing
Psychodancing – to próba przedstawienia znanych polskich przebojów i autorskich piosenek Macieja Maleńczuka. Piosenki są utrzymane w stylistyce dancingowej.
Zespół Psychodancing tworzy czterech muzyków: Maciej Muraszko (perkusja), Andrzej Laskowski (gitara basowa, kontrabas), Kuba Frydrych (gitara elektryczna), Grzegorz Stasiuk (instrumenty klawiszowe).

## Lista utworów
1. „Intro”
2. „Duety”
3. „Ande La More”
4. „Wakacje z blondynką”
5. „Andromantyzm”
6. „Barman”
7. „Kaczory”
8. „Absolutnie”
9. „Edek Leszczyk”
10. „Kronika podróży – czyli ciuchcią w nieznane”
11. „Bo to się zwykle tak zaczyna”
12. „Płonąca stodoła”
13. „Twarze przy barze”

## Sprzedaż
| Oficjalna Lista Sprzedaży OLiS |    |    |    |    |    |    |    |    |    |    |    |    |    |    |    |    |    |    |    |    |    |    |    |    |    |
| Tydzień                        | 01 | 02 | 03 | 04 | 05 | 06 | 07 | 08 | 09 | 10 | 11 | 12 | 13 | 14 | 15 | 16 | 17 | 18 | 19 | 20 | 21 | 22 | 23 | 24 | 25 |
| Pozycja                        | 35 | 6  | 6  | 8  | 8  | 6  | 10 | 6  | 3  | 3  | 3  | 4  | 8  | 12 | 10 | 8  | 13 | 17 | 27 | 26 | 37 | -  | -  | -  | -  |
| Tydzień                        | 26 | 27 | 28 | 29 | 30 | 31 | 32 | 33 | 34 | 35 | 36 | 37 | 38 | 39 | 40 | 41 | 42 | 43 | 44 | 45 | 46 | 47 | 48 | 49 | 50 |
| Pozycja                        | -  | -  | -  | -  | -  | -  | 30 | 9  | 9  | 15 | 34 | 38 | 27 | 23 | 44 | -  | -  | -  | -  | -  | -  | -  | -  | -  | -  |

- 11 lutego 2009 r. album uzyskał status złotej płyty[2].
- 18 marca 2009 r. album uzyskał status platynowej płyty[3].